# تشيت شادبورن
تشيت شادبورن (بالإنجليزية: Chet Chadbourne) هو لاعب كرة قاعدة أمريكي، ولد في 28 أكتوبر 1884 في باركمان في الولايات المتحدة، وتوفي في 21 يونيو 1943.

## وصلات خارجية
- تشيت شادبورن على موقع دوري كرة القاعدة الرئيسي (الإنجليزية)
- تشيت شادبورن على موقعبيزبول رفرنس.كوم (الدوري الرئيسي) (الإنجليزية)
- تشيت شادبورن على موقعبيزبول رفرنس.كوم (الدوري الثانوي) (الإنجليزية)
- تشيت شادبورن على موقع جمعية أبحاث البيسبول الأمريكية (الإنجليزية)
- تشيت شادبورن على موقع مشجعي الرسوم البيانية (الإنجليزية)